# LocoNet
LocoNet is een systeem waarmee allerlei apparaten op een spoorwegmodelbaan via een netwerk met elkaar communiceren. Het is vergelijkbaar met het ethernet voor datacommunicatie tussen computers. 

## Digitrax
Het LocoNet-systeem is ontwikkeld door Digitrax met als basis de Amerikaanse telefoonkabels. Het is echter geen open systeem en fabrikanten die LocoNet op hun apparatuur gebruiken zijn hiervoor een vergoeding verschuldigd aan Digitrax. Door de kosten van deze licentie wordt de ontwikkeling van LocoNet in Europa afgeremd. Het Duitse bedrijf Uhlenbrock had als een van de eerste bedrijven in Europa een licentie en rust haar digitale centrales uit met een LocoNet-bus. In 2012 hebben de merken Fleischmann en Roco ook een licentie gekregen, waarna ze de digitale centrale Z21 met LocoNet-bus in de markt hebben gezet.

## Apparatuur

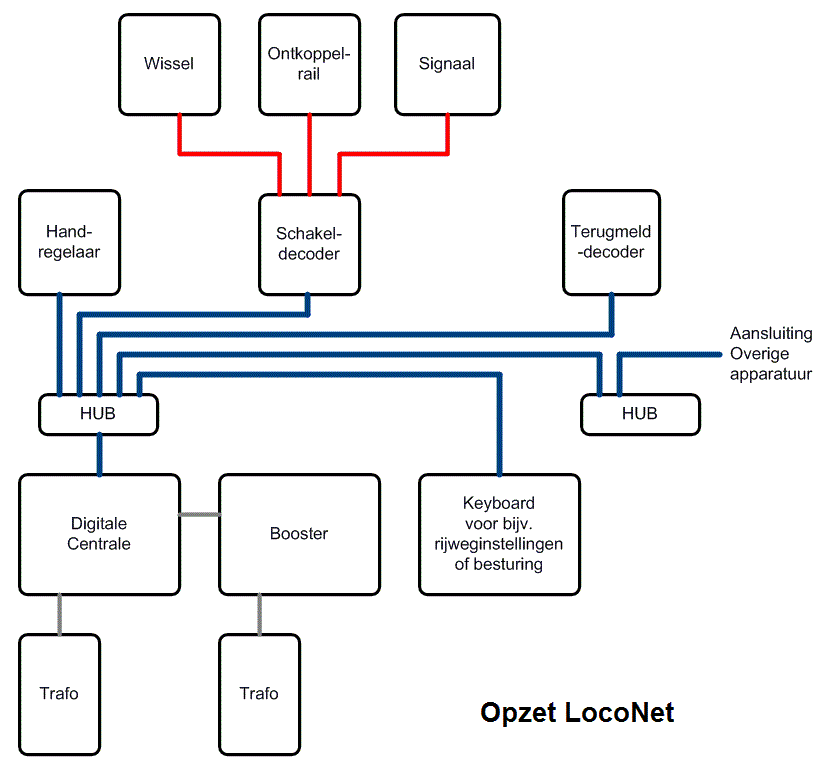
LocoNet-structuur

Alle digitale apparatuur die is uitgerust met een LocoNet-bus kan worden aangesloten op het LocoNet-netwerk. Dit netwerk moet minimaal één besturingscentrale hebben, zoals een pc (in combinatie met een LocoBus-interface) of een digitale besturingseenheid. Daarnaast kunnen bijvoorbeeld handregelaars en modules zoals schakeldecoders en terugmeldecoders hierop aangesloten worden.

## Kabels en stekkers
LocoNet maakt gebruik van standaard Amerikaanse telefoonkabels. Deze kabels hebben zes aders, twee meer dan de Europese telefoonstekker en twee minder dan een netwerkkabel. De stekkers van het type RJ-12 zijn iets groter dan de Europese telefoonstekkers. 
De betekenis van de zes kabels is als volgt:
- De buitenste twee kabels (1 en 6) dragen het onversterkte railsignaal van de centrale. Ze zijn o.a. bedoeld om een booster aan te sturen. De boosters kunnen verspreid over de baan gemonteerd worden en via LocoNet verbonden worden met de centrale.
- Op beide binnenste draadjes (3 en 4) staat het eigenlijke LocoNet-signaal.
- De overgebleven twee draadjes (2 en 5) zijn beide verbonden met de massa. Het signaal op 3 is gelijk aan 4, het signaal op 2 is gelijk aan 5.

## Andere bussen
Naast de LocoNet-bus bestaan er nog andere aansluitmethodes: s88 (Märklin), I²C-bus (Märklin), Rs (Lenz), Sx (Selectrix), Can-Bus (Zimo) en XPressNet (voorheen XBus, Lenz).